# Via Carpatia

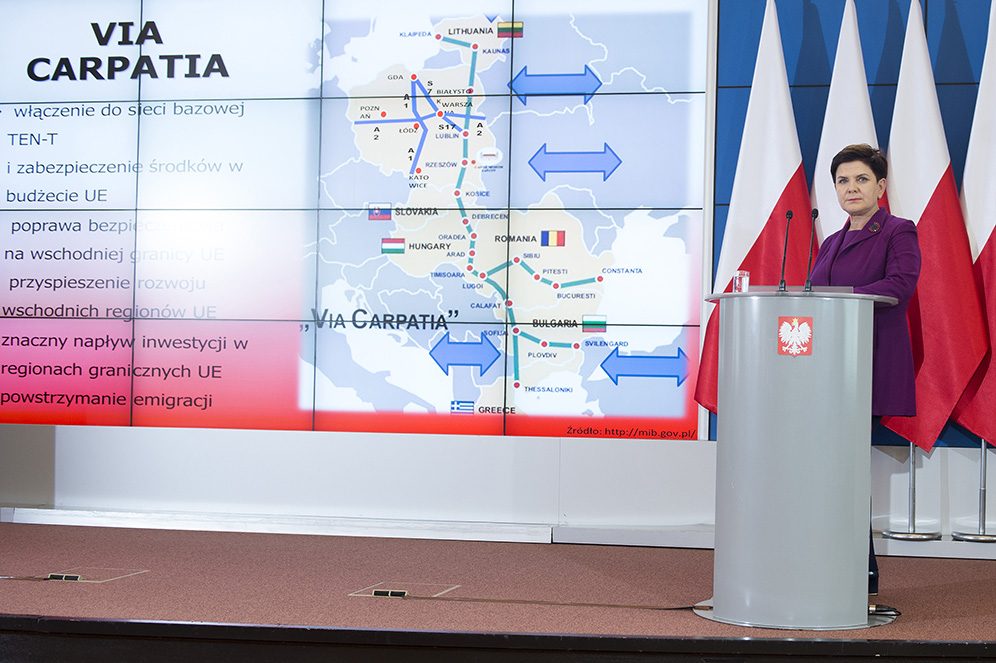
Ministrul polonez Beata Szydło prezentând stadiul proiectului în 2016

Via Carpatia (sau Via Carpathia) este un traseu transeuropean aflat în implementare, care va face legătura între Marea Baltică, Marea Neagră și Marea Egee. Traseul va începe în Lituania, la Klaipėda, continuă în Polonia, pe ruta Białystok - Lublin - Rzeszów, în Slovacia la Presov - Koszice și în Ungaria prin Miskolc - Debrecen. În prezent este planificată să se deschidă în 2025. Partea poloneză a Via Carpatia a fost denumită în 2021 după defunctul Președinte Lech Kaczyński.
Pe teritoriul României traseul va avea două direcții, una spre portul Constanța, pe ruta Oradea - Arad - Timișoara - Lugoj - Făget - Deva - Orăștie - Sibiu - Pitești - București - Constanța - Marea Neagră și alta spre frontiera româno-bulgară la podul peste Dunăre de la Calafat-Vidin, pe ruta Oradea - Arad - Timișoara - Lugoj - Caransebeș - Herculane - Orșova - Drobeta Turnu Severin - Vînju Mare - Calafat, cu ramificația proiectului Via Carpatia spre frontiera sudică a Uniunii Europene.
Proiectul Via Carpatia a fost aprobat în anul 2006, când miniștrii de transport din Polonia, Lituania, Slovacia și Ungaria au semnat o declarație comună pentru extinderea rețelei trans-europene de transport prin crearea unei rute mai scurte care va conecta cele patru state.
La data de 22 octombrie 2010, reprezentanții ministerelor Transporturilor din cele șapte țări europene au semnat în Polonia o declarație de susținere prin care traseul va fi extins și în România, Bulgaria până în portul grecesc Salonic, realizând astfel legătura transcontinentală pe axa nord-sud între Marea Baltică și Marea Egee.

## Istorie
Traseul a fost agreat inițial în 2006 de Lituania, Polonia, Slovacia și Ungaria. În 2010 acestui grup s-au alăturat România, Bulgaria și Grecia, care au semnat așa-numita „Declarație de la Łańcut”.
La 22 iunie 2017 Polonia și Ucraina au semnat un acord de cooperare pentru construcția drumului. Semnatarii au indicat că drumul ar putea face parte din Rețeaua transeuropeană de transport (TEN-T).
Construcția a început în secțiuni individuale de-a lungul drumului, întregul drum estimat să fie deschis în 2025.
Ramura 1:
- 4 secțiuni (184 de kilometri) de S19 Expressway și 96 de kilometri de S61 Expressway în Polonia

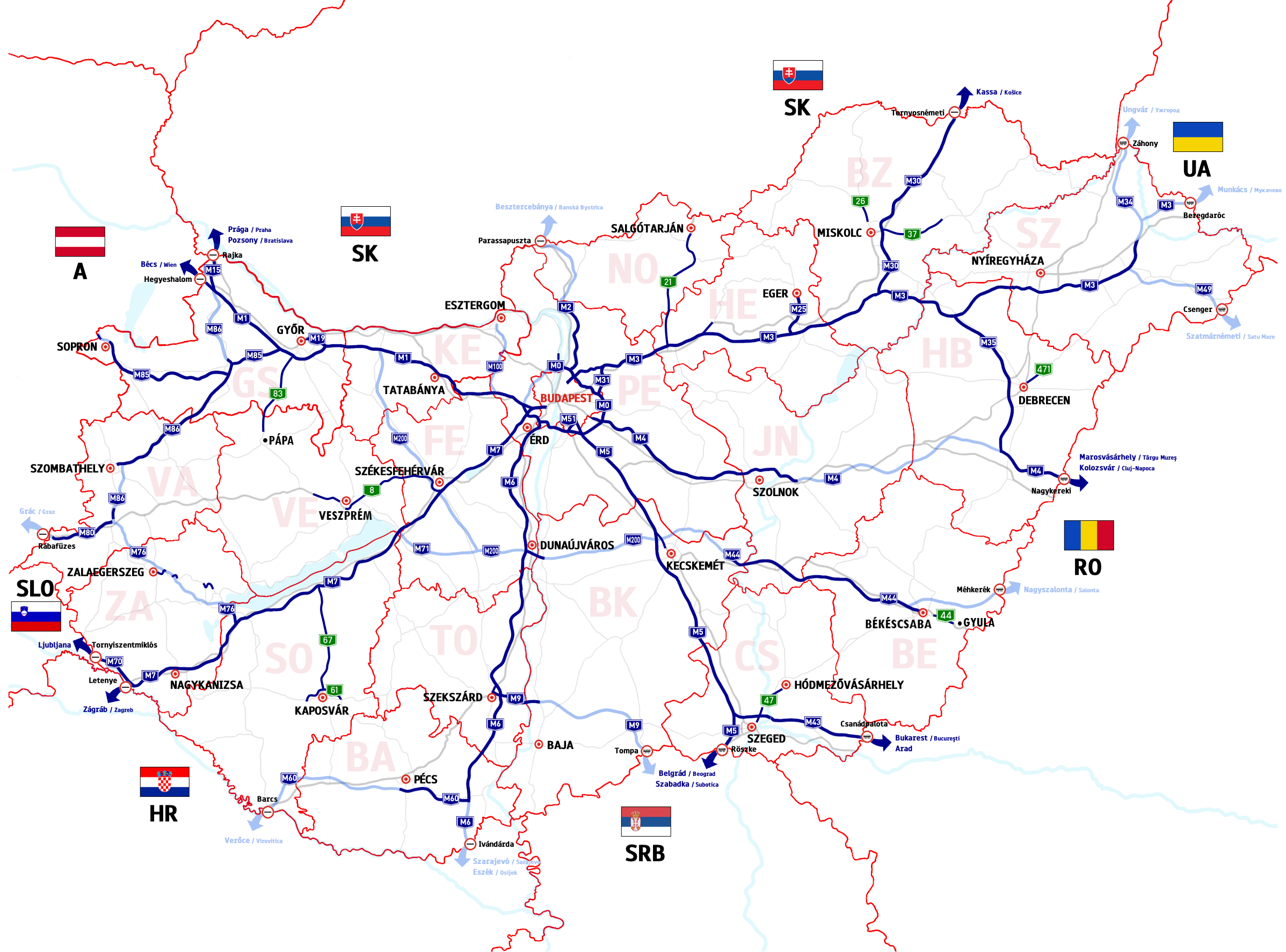
Via Carpatia trece prin estul Ungariei; prin tronsoanele M30, M3, M35, M4.

- În Ungaria, tronsoanele care fac parte din Via Carpatia sunt autostrada M30 de la granița cu Slovacia până la sud de Miskolc, autostrada M3 și M35 care trece prin vestul localității Debrețin, iar la sud M4 care face joncțiunea cu A3 la Borș.[9]
- Drumul expres P4 Slovacia.[10]

Drumurile rapide din România în 2024. În vestul și sudul României, DEX11, A1, A6, DEx12, A1, A0 și A2; parte a Via Carpatia pe teritoriul țării noastre.

- Tronsonul Autostrada A3(Bors-Oradea) inaugurat, DEx11(Oradea-Arad în execuție(inaugurare 2025), *Autostrada A1 în România (de la Arad la Lugoj) inaugurat în 2012. Partea de vest a Autostrada A6 în România (de la Calafat la Lugoj), existent doar centura Lugoj la nivel de autostradă restul se află în stadiu de planificare.
- Podul Calafat-Vidin peste Dunăre, de la Calafat, România la Vidin, Bulgaria.
- Părți ale autostrăzii Botevgrad-Vidin din Bulgaria.
- Părți ale autostrăzii Struma din Bulgaria.

Ramura 2 (aflată în totalitate în România):
- De la Filiași la Craiova se află în stadiu de licitație un drum expres care va face legătura cu DEx12 (Craiova-Pitești) inaugurat în 2024.
- Autostrada A1 Pitești-București
- Autostrada A0 (din București Vest până la București Est).
- Autostrada A2 (din București Est către Constanța).

## Descrierea traseului
Drumul va circula pe o direcție generală nord-sud prin Europa Centrală de la Marea Baltică până la Marea Mediterană. Terminul său de nord este orașul-port din Lituanian Klaipėda. Apoi va traversa țara spre est, va trece prin estul Poloniei, estul Slovaciei și granița cu Ungaria și România. Va continua în vestul României și vestul Bulgariei înainte de a intra în Grecia. Terminul său sudic este orașul-port grecesc Salonic. O bifurcație în sud poate continua spre est prin România până la Marea Neagră oraș-port Constanța.